# استن مورگان
استن مورگان (انگلیسی: Stan Morgan; ۱۰ اکتبر ۱۹۲۰ – ۱۹۷۱ (۵۰−۵۱ سال)) بازیکن فوتبال اهل ولز بود.
از باشگاه‌هایی که در آن بازی کرده‌است می‌توان به باشگاه فوتبال آرسنال، باشگاه فوتبال والسال، باشگاه فوتبال لیتون اورینت، باشگاه فوتبال میلوال، و باشگاه فوتبال تانبریج ولز اشاره کرد.